# 이아린 (레이싱 모델)
이아린(1990년 6월 27일~ )은 대한민국의 레이싱 모델이다. 대한민국의 종합격투기 단체 로드 FC의 라운드 걸로 활동한 경력도 있다.

## 경력

### 레이싱모델 경력
- 2013년 - CJ 레이싱팀 레이싱모델
- 2012년 - 금호타이어 레이싱모델
- 2011년 - 현대모비스 레이싱모델
- 2009년 - 인디고 레이싱팀 레이싱모델

## 수상
- 2011년 - XTM 익스트림 서바이벌 레이싱퀸 2 준우승